# Boogschieten op de Olympische Zomerspelen 1976
Boogschieten is een van de sporten die beoefend werden tijdens de Olympische Zomerspelen 1976 in Montréal, Canada. 

## Heren individueel
| rang   | sporter             | land | punten  |
| ------ | ------------------- | ---- | ------- |
| Goud   | Darrell Pace        | USA  | WR 2571 |
| Zilver | Hiroshi Michinaga   | JPN  | 2502    |
| Brons  | Giancarlo Ferrari   | ITA  | 2495    |
| 4      | Richard McKinney    | USA  | 2471    |
| 5      | Vladimir Tsjendarov | URS  | 2467    |
| 6      | Willi Gabriel       | FRG  | 2435    |
| 7      | Dave Mann           | CAN  | 2431    |
| 8      | Takanobu Nishi      | JPN  | 2422    |

## Dames individueel
| rang   | sporter             | land | punten  |
| ------ | ------------------- | ---- | ------- |
| Goud   | Luann Ryon          | USA  | WR 2499 |
| Zilver | Valentina Kovpan    | URS  | 2460    |
| Brons  | Zebiniso Roestamova | URS  | 2407    |
| 4      | Jang Sun Yong       | PRK  | 2405    |
| 5      | Lucille Lemay       | CAN  | 2401    |
| 6      | Jadwiga Wilejto     | POL  | 2395    |
| 7      | Linda Myers         | USA  | 2393    |
| 8      | Maria Urban         | FRG  | 2376    |

## Medaillespiegel
| rang   | land             | goud | zilver | brons | totaal |
| ------ | ---------------- | ---- | ------ | ----- | ------ |
| 1      | Verenigde Staten | 2    | 0      | 0     | 2      |
| 2      | Sovjet-Unie      | 0    | 1      | 1     | 2      |
| 3      | Japan            | 0    | 1      | 0     | 1      |
| 4      | Italië           | 0    | 0      | 1     | 1      |
| totaal | totaal           | 2    | 2      | 2     | 6      |

Parijs 1900 · 
St. Louis 1904 · 
Londen 1908 · 
Antwerpen 1920 · 
München 1972 · 
Montréal 1976 · 
Moskou 1980 · 
Los Angeles 1984 · 
Seoel 1988 · 
Barcelona 1992 · 
Atlanta 1996 · 
Sydney 2000 · 
Athene 2004 · 
Peking 2008 · 
Londen 2012 · 
Rio de Janeiro 2016 · 
Tokio 2020 · 
Parijs 2024 · 
Los Angeles 2028
Medaillewinnaars 
Atletiek · Basketbal · Boksen · Boogschieten · Gewichtheffen · Handbal · Hockey · Judo · Kanovaren · Moderne vijfkamp · Paardensport · Roeien · Schermen · Schietsport · Schoonspringen · Turnen · Voetbal · Volleybal · Waterpolo · Wielersport · Worstelen · Zeilen · Zwemmen